# Хюмпёлянъярви
Хю́мпёлянъя́рви (фин. Hympölänjärvi) — озеро на западе города Сортавала, на территории Хаапалампинского сельского поселения Сортавальского района Республики Карелия.

## Общие сведения
Площадь озера — 5,0 км², площадь бассейна — 742 км². Располагается на высоте 6,0 метра над уровнем моря.
Форма озера продолговатая, лопастная, вытянутая с юго-востока на северо-запад. С северо-запада в него втекает река Китенйоки, а с севера вытекает, минуя озеро Кармаланъярви, река Хелюлянйоки. Пролив на севере озера, соединяющий с озером Кармаланъярви, называется Кarmalansalmi. Берега озера изрезаны, в основном скалистые.
Рыбы: корюшка, щука, плотва, лещ, налим, судак, окунь, ёрш.
По данным на 1930 год озеро омывает следующие населённые пункты: Airanne — на северо-востоке (см. озеро Айранне), Хюмпёля — на юго-востоке, Туокслахти — на западе. 
У юго-восточной оконечности озера проходит трасса А121 («Сортавала»). Северный берег огибает железнодорожная линия Санкт-Петербург — Сортавала.
Код водного объекта в государственном водном реестре — 01040300211102000013254.